# Autogolpe
Um autogolpe é uma forma de golpe de Estado que ocorre quando o líder de um país, que chegou ao poder através de meios legais, dissolve ou torna impotente o poder legislativo nacional e assume poderes extraordinários não concedidos em circunstâncias normais. Outras medidas tomadas podem incluir a anulação da constituição da nação e a suspensão de tribunais civis. Na maioria dos casos ao chefe de Estado é concedido poderes ditatoriais.
Um dos exemplos modernos de autogolpe foi a tomada de governo do presidente eleito do Peru, Alberto Fujimori, em 5 de abril de 1992, ostensivamente para exercer a autoridade absoluta e aniquilar os rebeldes do Sendero Luminoso. Um exemplo histórico foi o golpe de Estado do presidente francês, Carlos Luís Napoleão Bonaparte, que concedeu a si mesmo poderes de emergência e mais tarde realizou um referendo em que ele se tornou o imperador Napoleão III.
A Alemanha oferece outro exemplo, no infame Ato de Habilitação de 1933 de Adolf Hitler, e o processo de Gleichschaltung, consolidando o poder do partido nazista (NSDAP).

## Lista de supostos autogolpes
- Roma antiga: A ditadura romana era uma forma estabelecida de funções durante o período republicano, no qual uma pessoa (um cônsul ou ex-cônsul), durante uma emergência, tinha o poder absoluto durante seis meses. Lúcio Cornélio Sula e Júlio César, no entanto, tiveram a ditadura por mais tempo; César foi nomeado ditador perpétuo, ou ditador vitalício, e posteriormente foi assassinado pouco depois de aceitar esta posição.
  - Ditador Lúcio Cornélio Sula (ca. 81 aC)[3]
  - Governador, Consul ou ditador Júlio César (entre 50 e 48 aC)[4]
- Suécia: Rei Gustavo III (19 de agosto de 1772)
- Primeiro Império Mexicano: Imperador Agustín (31 de outubro de 1822)
- Império do Brasil: D. Pedro I fecha a Assembleia Constituinte, e outorga a Constituição de 1824, esse episódio ficou conhecido como Noite da agonia. (12 de novembro de 1823)
- Império do Brasil:  D. Pedro II  é declarado Imperador através do Golpe da Maioridade. (23 de Julho de 1840)
- França: Presidente Charles Louis Napoleon Bonaparte (2 de dezembro de 1851)
- México: Presidente Ignacio Comonfort (17 de dezembro de 1857)
- Brasil: Presidente Deodoro da Fonseca (3 de novembro de 1891)
- México: Presidente Victoriano Huerta (7 de outubro de 1913)[carece de fontes?]
- China: O Presidente Yuan Shikai se autoproclama Imperador da China (12 de Dezembro de 1915)
- Itália: Primeiro-ministro Benito Mussolini (3 de janeiro de 1925)
- Reino dos Sérvios, Croatas e Eslovenos: Rei Alexandre I (6 de janeiro de 1929)
- Alemanha: Chanceler Adolf Hitler (23 de março de 1933)
- Uruguai: Presidente Gabriel Terra (31 de março de 1933)
- Estônia: Primeiro-ministro Konstantin Päts (12 de março de 1934)
- Letônia: Primeiro-ministro Kārlis Ulmanis (15 de maio de 1934)
- Chile: Presidente Arturo Alessandri Palma (Fevereiro de 1936)
- Reino da Grécia: Primeiro-ministro Ioannis Metaxas (4 de agosto de 1936)
- Brasil: Presidente Getúlio Vargas (10 de novembro de 1937)
- Bolívia: Presidente Germán Busch (24 de abril de 1939)
- Paraguai: Presidente General José Félix Estigarribia (18 de fevereiro de 1940)
- Uruguai: Presidente Alfredo Baldomir (21 de fevereiro de 1942)
- Equador: Presidente José María Velasco Ibarra (30 de março de 1946)
- Paraguai: Presidente Higinio Morínigo (13 de janeiro de 1947)
- Paquistão: Governador-geral Ghulam Muhammad Malik (Abril de 1953 e Setembro de 1954)
- Marrocos: Rei Mohamed V (20 de maio de 1960)
- Nepal: Rei Mahendra (15 de dezembro de 1960)
- Brunei: Sultão Sir Omar Ali Saifuddin (12 de dezembro de 1962)
- Marrocos: Rei Hassan II (7 de junho de 1965)
- Uganda: Primeiro-ministro Milton Obote (22 e 23 de fevereiro de 1966)
- Lesoto: Primeiro-ministro Leabua Jonathan (30 de janeiro de 1970)
- Equador: Presidente José María Velasco Ibarra (22 de junho de 1970)
- Tailândia: Primeiro-ministro Thanom Kittikachorn (17 de novembro de 1971)
- Filipinas: Presidente Ferdinand Marcos e Primeira Dama Imelda Marcos (21 de setembro de 1972)
- Coreia do Sul: Presidente Park Chung-hee (Outubro de 1972)
- Essuatíni: Rei Sobhuza II (12 de abril de 1973)
- Uruguai: Presidente Juan María Bordaberry (27 de junho de 1973)
- Alto Volta: Presidente Sangoulé Lamizana (8 de fevereiro de 1974)
- Bolívia: Presidente Hugo Banzer (7 de novembro de 1974)
- Argentina: Presidente María Estela Martínez de Perón (5 de fevereiro de 1975) (Operativo Independência)
- Índia: Primeira-ministra Indira Gandhi (25 de junho de 1975)
- Barém: Emir Sheikh Isa bin Salman Al Khalifa (26 de agosto de 1975)
- Polônia: Primeiro-ministro Wojciech Jaruzelski (13 de dezembro de 1981)
- Peru: Presidente Alberto Fujimori (6 de abril de 1992)
- Guatemala: Presidente Jorge Serrano Elías (25 de maio de 1993; falhou)
- Rússia: Presidente Boris Yeltsin (21 de setembro - 4 de outubro de 1993)
- Lesoto: Rei Letsie III (17 de agosto de 1994)
- Nepal: Rei Gyanendra (4 de outubro de 2002)
- Nepal: Rei Gyanendra (1 de fevereiro de 2005)
- Paquistão: Presidente Pervez Musharraf (3 de novembro de 2007)
- Níger: Presidente Mamadou Tandja (29 de junho de 2009)
- Gâmbia: Presidente Yahya Jammeh (09 de dezembro de 2016 - 17 de janeiro de 2017; falhou)
- Venezuela: Presidente Nicolás Maduro (29 de março de 2017)[5]
- Angola: Presidente João Lourenço (23 Agosto de 2017), após alegada vitoria minoritária do MPLA com 48% dos votos[6], os resultados teriam sido alterados para 61%[7] para garantir maioria qualificada[8] de 3/4 dos deputados da assembleia, que permite mudar a constituição, passar leis e governar unilateralmente conforme a Constituição de Angola.
- Estados Unidos: Presidente Donald Trump (6 de janeiro de 2021; falhou)[9][10][11]
- Brasil: Presidente Jair Bolsonaro (30 de março de 2021: segundo ministros do STF, partidos da oposição e analistas políticos;[12][13][14][15] suposição endossada pelo vice-presidente Hamilton Mourão em 2018 e questionada por Bolsonaro em julho de 2022)[16]
- Peru: Presidente Pedro Castillo tenta dar auto-golpe (7 de dezembro de 2022), dissolve congresso, decreta estado de exceção e impõe toque de recolher.[17][18]
- Coreia do Sul: o presidente Yoon Suk-yeol tenta impor a lei marcial para assumir o controle total do país, mas falhou.[19]